# Giuseppe Biancheri

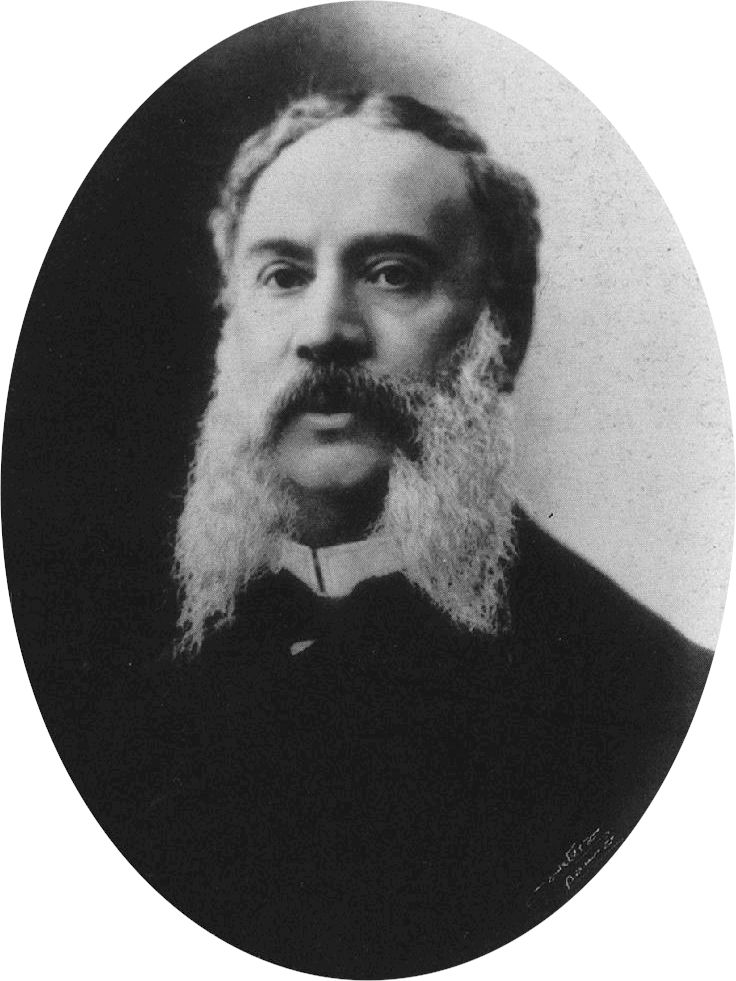
Giuseppe Biancheri

Giuseppe Biancheri, född 2 december 1821 i Ventimiglia, död 28 oktober 1908 i Turin, var en italiensk politiker.
Biancheri studerade juridik och blev advokat. Åren 1853–1861 var han ledamot av sardinska deputeradekammaren, och från 1861 var han oavbrutet ledamot av italienska deputeradekammaren, där han tillhörde högern. År 1867 var han några månader marinminister under Bettino Ricasoli. Åren 1869–1876, 1884–1892, 1894–1895 och oavbrutet från 1897 var han deputeradekammarens president, trots vänstermajoriteten, intill december 1904, då han fick ge vika för radikalen Giuseppe Marcora.